# Luonan-Becken
Das Luonan-Becken (chinesisch 洛南盆地, Pinyin Luonan pendi, englisch Luonan Basin) befindet sich am Oberlauf des Flusses Nanluo He (南洛河) in der gebirgigen Gegend des östlichen Qinling-Gebirges (Qin Ling) in Zentralchina.
In den Jahren 1995–1997 wurden hier bedeutende paläolithische Funde entdeckt und unter Leitung des Archäologischen Instituts der Provinz Shaanxi ausgegraben.